# Метамора (Індіана)
Метамора (англ. Metamora) — переписна місцевість (CDP) в США, в окрузі Франклін штату Індіана. Населення — 207 осіб (2020).

## Географія
Метамора розташована за координатами 39°26′53″ пн. ш. 85°8′16″ зх. д. / 39.44806° пн. ш. 85.13778° зх. д. (39.448167, -85.137785).  За даними Бюро перепису населення США в 2010 році переписна місцевість мала площу 0,87 км², уся площа — суходіл.

## Демографія
Згідно з переписом 2010 року, у переписній місцевості мешкало 188 осіб у 78 домогосподарствах у складі 54 родин. Густота населення становила 216 осіб/км².  Було 102 помешкання (117/км²).
Расовий склад населення:
| - 93,6 % — білих - 0,5 % — корінних американців - 5,3 % — осіб інших рас |

До двох чи більше рас належало 0,5 %. Частка іспаномовних становила 5,3 % від усіх жителів.
За віковим діапазоном населення розподілялося таким чином: 16,5 % — особи молодші 18 років, 59,6 % — особи у віці 18—64 років, 23,9 % — особи у віці 65 років та старші. Медіана віку мешканця становила 48,5 року. На 100 осіб жіночої статі у переписній місцевості припадало 72,5 чоловіків;  на 100 жінок у віці від 18 років та старших — 70,7 чоловіків також старших 18 років.
Цивільне працевлаштоване населення становило 8 осіб. Основні галузі зайнятості: публічна адміністрація — 100,0 %.